# Racers Track Club
Racers Track Club (nach eigener Homepage: The Capital of Excellence) ist eine Sprinttrainingsgruppe in Kingston, Jamaika, die ab 2009 von Glen Mills aufgebaut wurde. Sie wurde gegründet, um eine Spitzensport-Gruppe in Jamaika zu behalten und nicht an amerikanische Universitäten zu verlieren. Um trotzdem international konkurrenzfähig zu bleiben, wird großer Wert darauf gelegt, dass wie an amerikanischen Hochschulen auch sehr gute ausländische Sportler im Club mittrainieren können.  Die jamaikanische Regierung wäre nicht selbst in der Lage, den Spitzensport der Leichtathleten in gleicher Weise zu finanzieren. Cheftrainer und Direktor ist Glen Mills.

## Trainingsbedingungen
Für die Trainingsgruppe arbeiten aktuell 16 Personen, darunter fünf Physiotherapeuten. Technischer Leiter ist Patrick Dawson.
Der Club verfügt über eine eigene Kunststoffbahn im Stadion der University of the West Indies in Kingston, die 2008 kostenlos von einem deutschen Hersteller zur Verfügung gestellt wurde. Die Bahn ist identisch mit der Bahn im Berliner Olympiastadion, da der Club Wert auf eine optimale Vorbereitung unter identischen Bedingungen legt.

## Finanzierung
Der Verein ist in größeren Umfang auf Sponsoring, Fundraising angewiesen. Hierbei wendet er sich auch an emigrierte Jamaikaner. Sowie auf die Durchführung internationaler Sportfeste, bei denen dann die eigenen Spitzensportler wie Usain Bolt kostenlos auftreten.

## Trainierende Sportler
Zurzeit (2016) trainieren die folgenden Leichtathleten/-innen im Verein:
Männer
- Kemar Bailey-Cole ( JAM)
- Yohan Blake ( JAM)
- Usain Bolt ( JAM)
- Daniel Bailey ( JAM)
- Michael Frater ( JAM)
- Mario Forsythe ( JAM)
- Zharnel Hughes ( JAM)
- Jevaughn Minzie ( JAM)
- Kimmari Roach ( JAM)
- Warren Weir ( JAM)
- Delano Williams ( GBR)

Frauen
- Schillonie Calvert ( JAM)
- Kerron Stewart ( JAM)
- Rosemarie Whyte ( JAM)